# Liste kanadischer Zeitungen
Dies ist eine Liste der Zeitungen in Kanada. Berücksichtigt werden alle Medien, die eine Printausgabe hatten oder haben und deren Hauptsitz auf kanadischen Staatsgebiet liegt oder deren Printausgabe ein Verbreitungsgebiet hat, das auf kanadischen Staatsgebiet liegt.
| Name der Zeitung                    | Provinz                   | Ersterscheinungsjahr | Einstellungsjahr | Sprache     | Verbreitungsgebiet                                                                                       |
| ----------------------------------- | ------------------------- | -------------------- | ---------------- | ----------- | --- |
| The Globe and Mail                  | landesweit                | -                    | –                | -           | - |
| National Post                       | landesweit                | -                    | –                | -           | - |
| metro/Metro News                    | landesweit                | -                    | –                | -           | erscheint in 8 Metropolen: Halifax, Montreal, Ottawa, Toronto, Winnipeg, Calgary, Edmonton and Vancouver |
| Calgary Herald                      | Alberta                   | 18. August 1883      | –                | englisch    | |
| Calgary Sun                         | Alberta                   | -                    | –                | -           | - |
| Edmonton Journal                    | Alberta                   | -                    | –                | -           | - |
| Edmonton Sun                        | Alberta                   | -                    | –                | -           | - |
| Lethbridge Herald                   | Alberta                   | -                    | –                | -           | - |
| Medicine Hat News                   | Alberta                   | -                    | –                | -           | - |
| Red Deer Advocate                   | Alberta                   | -                    | –                | -           | - |
| Alberni Valley Times                | British Columbia          | 1967                 | 9. Oktober 2015  | englisch    | |
| Nanaimo Daily News                  | British Columbia          | 1874                 | 29. Januar 2016  | englisch    | |
| Abbotsford News                     | British Columbia          | 1906                 |                  |             | |
| Burnaby Now                         | British Columbia          | 1983                 |                  |             | Burnaby                                                                                                  |
| Dawson Creek Daily News             | British Columbia          | 1930                 |                  | englisch    | Dawson Creek und South Peace River Region                                                                |
| Golden Star                         | British Columbia          | 1891                 |                  | englisch    | Golden                                                                                                   |
| North Shore News                    | British Columbia          | 1969                 |                  | englisch    | North Vancouver, West Vancouver                                                                          |
| The Kamloops Daily News             | British Columbia          | 1931                 | 11. Januar 2014  | englisch    | Kamloops                                                                                                 |
| The Daily Courier                   | British Columbia          | 1904                 |                  | englisch    | Kelowna                                                                                                  |
| The Maple Ridge Pitt Meadows Times  | British Columbia          | 1978                 |                  |             | |
| metro/Metro News Vancouver          | British Columbia          |                      |                  |             | |
| Nelson Daily News                   | British Columbia          | 1902                 | 2010             |             | Nelson                                                                                                   |
| Prince George Citizen               | British Columbia          |                      |                  |             | |
| Prince Rupert Daily News (bis 2010) | British Columbia          | 1911                 | 2010             |             | |
| Trail Daily Times                   | British Columbia          | 1895                 |                  |             | Trail |
| Tri-City News                       | British Columbia          | 1985                 |                  |             | |
| The Province                        | British Columbia          |                      |                  |             | |
| Vancouver Sun                       | British Columbia          |                      |                  |             | |
| North Shore News                    | British Columbia          |                      |                  |             | |
| Times-Colonist                      | British Columbia          |                      |                  |             | |
| Brandon Sun                         | Manitoba                  |                      |                  |             | |
| Winnipeg Free Press                 | Manitoba                  |                      |                  |             | |
| Winnipeg Sun                        | Manitoba                  |                      |                  |             | |
| L’Acadie Nouvelle                   | New Brunswick             |                      |                  | französisch | |
| The Daily Gleaner                   | New Brunswick             |                      |                  |             | |
| Times & Transcript                  | New Brunswick             |                      |                  |             | |
| Telegraph-Journal                   | New Brunswick             |                      |                  |             | |
| The Western Star                    | Newfoundland and Labrador |                      |                  |             | |
| The Telegram                        | Newfoundland and Labrador |                      |                  |             | |
| Amherst Daily News                  | Nova Scotia               |                      |                  |             | |
| Cape Breton Post                    | Nova Scotia               |                      |                  |             | |
| The Chronicle Herald                | Nova Scotia               |                      |                  |             | |
| The Daily News (Halifax)            | Nova Scotia               | 1974                 | 2008             |             | |
| The Mail-Star                       | Nova Scotia               |                      |                  |             | |
| The News                            | Nova Scotia               |                      |                  |             | |
| Truro Daily News                    | Nova Scotia               |                      |                  |             | |
| Barrie Examiner                     | Ontario                   |                      |                  |             | |
| Belleville Intelligencer            | Ontario                   |                      |                  |             | |
| Brantford Expositor                 | Ontario                   |                      |                  |             | |
| Brockville Recorder and Times       | Ontario                   |                      |                  |             | |
| Chatham Sun                         | Ontario                   |                      |                  |             | |
| Chatham Daily News                  | Ontario                   |                      |                  |             | |
| Cobourg Daily Star                  | Ontario                   |                      |                  |             | |
| Cornwall Standard-Freeholder        | Ontario                   |                      |                  |             | |
| Le Droit                            | Ontario                   |                      |                  | französisch | |
| Guelph Mercury                      | Ontario                   |                      |                  |             | |
| Harrow News                         | Ontario                   |                      |                  |             | |
| Hamilton Spectator                  | Ontario                   |                      |                  |             | |
| Lindsay Daily Post                  | Ontario                   |                      |                  |             | |
| Kenora Daily Miner                  | Ontario                   |                      |                  |             | |
| Kingston Whig-Standard              | Ontario                   |                      |                  |             | |
| Kitchener-Waterloo Record           | Ontario                   |                      |                  |             | |
| London Free Press                   | Ontario                   |                      |                  |             | |
| National Post                       | Ontario                   |                      |                  |             | |
| Niagara Falls Review                | Ontario                   |                      |                  |             | |
| North Bay Nugget                    | Ontario                   |                      |                  |             | |
| Orillia Packet and Times            | Ontario                   |                      |                  |             | |
| Ottawa Citizen                      | Ontario                   |                      |                  |             | |
| Ottawa Sun                          | Ontario                   |                      |                  |             | |
| Owen Sound Sun Times                | Ontario                   |                      |                  |             | |
| Pembroke Daily Observer             | Ontario                   |                      |                  |             | |
| Peterborough Examiner               | Ontario                   |                      |                  |             | |
| Port Hope Evening Guide             | Ontario                   |                      |                  |             | |
| St. Catharines Standard             | Ontario                   |                      |                  |             | |
| Sarnia Sun                          | Ontario                   |                      |                  |             | |
| Sarnia Observer                     | Ontario                   |                      |                  |             | |
| Sault Star                          | Ontario                   |                      |                  |             | |
| Stratford Beacon-Herald             | Ontario                   |                      |                  |             | |
| Sudbury Star                        | Ontario                   |                      |                  |             | |
| Thunder Bay Chronicle-Journal       | Ontario                   |                      |                  |             | |
| The Globe and Mail                  | Ontario                   |                      |                  |             | |
| Timmins Daily Press                 | Ontario                   |                      |                  |             | |
| Toronto Star                        | Ontario                   |                      |                  |             | |
| Toronto Sun                         | Ontario                   |                      |                  |             | |
| Welland Tribune                     | Ontario                   |                      |                  |             | |
| Windsor Star                        | Ontario                   |                      |                  |             | |
| Charlottetown Guardian              | Prince Edward Island      |                      |                  |             | |
| The Journal Pioneer                 | Prince Edward Island      |                      |                  |             | |
| Le Devoir                           | Québec                    |                      |                  |             | |
| Le Journal de Montréal              | Québec                    |                      |                  |             | |
| Le Journal de Québec                | Québec                    |                      |                  |             | |
| Montreal Gazette                    | Québec                    |                      |                  | englisch    | |
| Le Nouvelliste                      | Québec                    |                      |                  |             | |
| La Presse                           | Québec                    |                      |                  |             | |
| Le Quotidien                        | Québec                    |                      |                  |             | |
| The Record                          | Québec                    |                      |                  | englisch    | |
| Le Soleil                           | Québec                    |                      |                  |             | |
| La Tribune                          | Québec                    |                      |                  |             | |
| La Voix de l’Est                    | Québec                    |                      |                  |             | |
| Prince Albert Daily Herald          | Saskatchewan              |                      |                  |             | |
| The Leader-Post                     | Saskatchewan              |                      |                  |             | |
| Star-Phoenix                        | Saskatchewan              |                      |                  |             | |